# Volvulella californica
Volvulella californica is een slakkensoort uit de familie van de Rhizoridae. De wetenschappelijke naam van de soort is voor het eerst geldig gepubliceerd in 1919 door Dall.